# Championnat du Cap-Vert de football 2002
Navigation
Saison précédente Saison suivante
La saison 2002 du Championnat du Cap-Vert de football est la vingt-troisième édition de la première division capverdienne, le Campeonato Nacional. Après une phase régionale qualificative disputée sur chacune des neuf îles habitées de l'archipel, les champions de chaque île disputent le championnat national, joué sous forme d'une poule unique où chaque formation rencontre une fois ses adversaires.
C’est le Sporting Clube da Praia qui remporte la compétition cette saison, après avoir terminé en tête du classement final, ne devançant le Batuque Futebol Clube qu'à la différence de buts. Il s'agit du quatrième titre de champion du Cap-Vert de l’histoire du club.

## Les clubs participants
- Île de Boa Vista :
  - Académico Sal Rei
- Île de Brava :
  - Associação Académica da Brava
- Île de Fogo :
  - Associação Académica do Fogo
- Île de Maio :
  - Clube Deportivo Onze Unidos
- Île de Sal :
  - Académico do Aeroporto
- Île de Santiago :
  - Sporting Clube da Praia
- Île de Santo Antão :
  - Sanjoanense Futebol Clube
- Île de São Nicolau:
  - Sport Club Atlético
- Île de São Vicente:
  - Batuque Futebol Clube

## Compétition
Le barème utilisé pour établir le classement est le suivant :
- Victoire : 3 points
- Match nul : 1 point
- Défaite, forfait ou abandon : 0 point

| Rang | Équipe                        | Pts | J | G | N | P | Bp | Bc | Diff |  | Résultats (▼ dom., ► ext.)    | Prai | Batu | Fogo | Sal | SCAt | SalR | Sanj | Onze | Brav |
| ---- | ----------------------------- | --- | - | - | - | - | -- | -- | ---- |  | ----------------------------- | ---- | ---- | ---- | --- | ---- | ---- | ---- | ---- | ---- |
| 1    | Sporting Clube da Praia       | 19  | 8 | 6 | 1 | 1 | 22 | 4  | +18  |  | Sporting Clube da Praia       |      | 1-1  | 3-0  | 3-1 |      |      |      | 2-0  |      |
| 2    | Batuque Futebol Clube         | 19  | 8 | 6 | 1 | 1 | 18 | 5  | +13  |  | Batuque Futebol Clube         |      |      |      | 4-1 | 3-0  | 3-0  | 4-1  |      |      |
| 3    | Associação Académica do Fogo  | 16  | 8 | 5 | 1 | 2 | 21 | 12 | +9   |  | Associação Académica do Fogo  |      | 2-1  |      | 1-2 |      | 4-2  | 5-1  |      |      |
| 4    | Académico do Aeroporto        | 16  | 8 | 5 | 1 | 2 | 17 | 11 | +6   |  | Académico do Aeroporto        |      |      |      |     | 3-0  | 2-1  | 4-1  |      | 3-0  |
| 5    | Sport Club Atlético           | 16  | 8 | 5 | 1 | 2 | 15 | 9  | +6   |  | Sport Club Atlético           | 2-1  |      | 1-1  |     |      |      |      | 3-0  | 6-0  |
| 6    | Académico Sal Rei             | 9   | 8 | 3 | 0 | 5 | 9  | 11 | -2   |  | Académico Sal Rei             | 0-1  |      |      |     | 0-1  |      | 2-0  |      | 2-0  |
| 7    | Sanjoanense Futebol Clube     | 6   | 8 | 2 | 0 | 6 | 8  | 21 | -13  |  | Sanjoanense Futebol Clube     | 0-2  |      |      |     | 1-2  |      |      | 2-1  | 2-1  |
| 8    | Clube Deportivo Onze UnidosT  | 2   | 8 | 0 | 2 | 6 | 5  | 17 | -12  |  | Clube Deportivo Onze UnidosT  |      | 0-1  | 2-5  | 1-1 |      | 0-2  |      |      |      |
| 9    | Associação Académica da Brava | 1   | 8 | 0 | 1 | 7 | 2  | 27 | -25  |  | Associação Académica da Brava | 0-9  | 0-1  | 0-3  |     |      |      |      | 1-1  |      |

## Bilan de la saison
| Championnat du Cap-Vert de football 2002                 |                                    |
| Champion                                                 | Sporting Clube da Praia (4e titre) |
| Qualifications continentales                             |                                    |
| Ligue des champions de la CAF 2003                       | Aucun                              |
| Coupe d'Afrique des vainqueurs de coupe de football 2003 | Aucun                              |
| Coupe de la CAF 2003                                     | Aucun                              |
| Promotions et relégations                                |                                    |
| Promus en Campeonato Naçional                            | Aucun                              |
| Relégués                                                 | Aucun                              |